# Maciej Przybysz
Maciej Przybysz (ur. 8 stycznia 1969 w Łodzi, zm. w maju 1992) – polski hokeista. Zawodnik grający na pozycji napastnika. Wychowanek ŁKS Łódź, w którym grał do 1991 roku, kiedy to zlikwidowano sekcję hokeja na lodzie w tym klubie.
Kariera dobrze zapowiadającego się napastnika, została przerwana na skutek tragicznej śmierci w maju 1992 roku.